# Vanille Bourbon
Pour les articles homonymes, voir Vanille (homonymie) et Bourbon.
La vanille Bourbon ou  vanille de Bourbon est un label créé en 1964 pour différencier les productions de vanille (Vanilla planifolia) de l'océan Indien (en particulier celles de La Réunion) par rapport aux productions mexicaines, tahitiennes ou Indonésienne.

## Origine du produit
Ce label s'applique  aujourd'hui à la vanille provenant de l'île de La Réunion, de Madagascar, de Mayotte, des Comores ou de Maurice. Mais il demeure de faible intérêt juridique et commercial, d'autant que les anglophones appellent généralement Bourbon Vanilla toute production de Vanilla planifolia. C'est pourquoi chaque pays cherche maintenant à développer sa propre marque d'origine géographique.
Le prix est de 120 à 1 200 euros le kilogramme en fonction de sa qualité, de sa grosseur, de sa longueur et de sa provenance.
En 2020, Madagascar fait passer un décret qui impose le prix minimum FOB de la vanille bourbon de Madagascar à 250$. 

## Autres utilisations
En parfumerie, l'appellation « Bourbon » est également utilisée pour d'autres ingrédients que la vanille. On parle aussi de vétiver Bourbon et de géranium Bourbon.